# 946甲型近海潛水救生船
946甲型近海潜水救生船（北约称为大東級潛艇救難艦）是中国人民解放军海军的潛艇救難艦，1970年代末期建造，在後甲板裝有一具巨大的起重機。